# Microplitis decipiens
Microplitis decipiens är en stekelart som beskrevs av Heinrich Bernward Prell 1925. Microplitis decipiens ingår i släktet Microplitis och familjen bracksteklar. Inga underarter finns listade i Catalogue of Life.